# 周辺分布

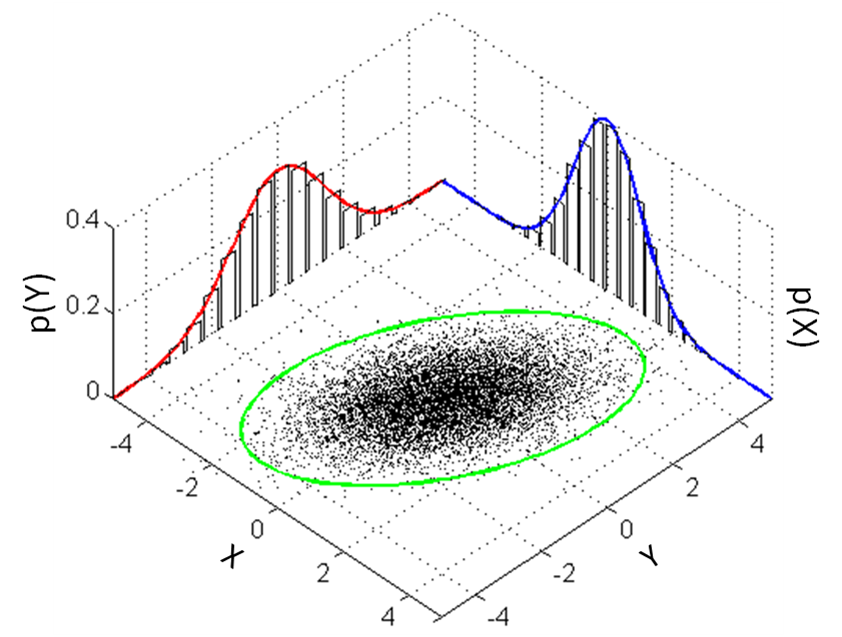
2変量正規分布からサンプリングした図。周辺分布は赤と青で示されている。

周辺分布（しゅうへんぶんぷ、英: marginal distribution）は同時確率分布から一部の確率変数を消去した確率分布である。周辺確率分布（しゅうへんかくりつぶんぷ、英: marginal probability distribution）とも。
同時分布から周辺分布を作ることを周辺化（しゅうへんか、英: marginalizing）という。確率質量関数や確率密度関数で特定の確率変数の和もしくは積分をとることである。
表の欄外（margin）に行や列の和を記載することから周辺（marginal）と呼ばれるようになった。
分布に関連する様々な関数が周辺化できる。以下はその一例である：
| 同時分布     | 周辺分布         | 周辺分布                                      |
| ------------ | ---------------- | --------------------------------------------- |
| 累積分布関数 | 周辺累積分布関数 | 英: marginal cumulative distribution function |
| 確率質量関数 | 周辺確率質量関数 | 英: marginal probability mass function        |
| 確率密度関数 | 周辺確率密度関数 | 英: marginal probability density function     |

周辺分布に対し、条件付き確率分布は特定の確率変数を特定の値に制限したときの確率分布を指す。

## 定義
周辺分布は同時分布 {\displaystyle P(X,Y)} や条件付き確率分布 {\displaystyle P(X|Y)} を用いて定義される。

### 離散型確率分布
離散型確率変数において、{\displaystyle Y} で周辺化された {\displaystyle X} の周辺確率質量関数 {\displaystyle P_{X}(X)} は以下で定義される：
{\displaystyle P_{X}(X)=\sum _{y\in Y}P_{XY}(X,y)=\sum _{y\in Y}P_{X|Y}(X|y)P_{Y}(y)=\mathbb {E} _{P_{Y}}[P_{X|Y}(X|Y)]}

### 連続型確率分布
連続型確率変数において、確率密度関数が存在する場合、{\displaystyle Y} で周辺化された {\displaystyle X} の周辺確率密度関数 {\displaystyle P_{X}(X)} は以下で定義される：
{\displaystyle P_{X}(X)=\int _{y}P_{X,Y}(X,y)\,\mathrm {d} y=\int _{y}P_{X|Y}(X|y)\,P_{Y}(y)\,\mathrm {d} y=\mathbb {E} _{P_{Y}}[P_{X|Y}(X|Y)]}

## 参照
1. ↑  Trumpler, Robert J. and Harold F. Weaver (1962). Statistical Astronomy. Dover Publications. pp. 32–33